# Польховский, Валерий Николаевич
Вале́рий Никола́евич Польхо́вский (род. 11 августа 1953) — российский тренер по биатлону. Заслуженный тренер России.
На протяжении ряда лет главный тренер женской сборной России по биатлону. В декабре 2007 года был снят с поста. После того, как Союз биатлонистов России возглавил известный предприниматель Михаил Прохоров, вернулся в СБР в качестве старшего тренера сборной России по работе с резервом.
29 апреля 2011 года состоялось заседание Правления Союза биатлонистов России. В ходе заседания были подведены итоги спортивного сезона 2010—2011 г.г., утвержден расширенный список кандидатов в сборные команды России на централизованную подготовку к предстоящему сезону 2011—2012 г.г. и обнародован тренерский состав сборной.
Союз биатлонистов России определился с ключевыми позициями в тренерском штабе национальной и резервной команд. Новым главным тренером национальных сборных был назначен Валерий Польховский.
22 апреля 2013 года был назначен советником президента СБР Михаила Прохорова. Среди полномочий, которыми наделен Валерий Польховский — участие в формировании тренерского состава и состава национальной сборной на предсезонную подготовку, экспертная оценка тренировочных планов, а также кураторство специальных проектов к Играм-2014 в Сочи.
В частности, под его руководством начал заниматься Сергей Булыгин, выигравший золото на Олимпиаде — 1984 в Сараево.